# Дом с флагом
«Дом с флагом» (англ. «The Flag House») — десятый эпизод шестого сезона американского драматического телесериала «Родина», и 70-й во всём сериале. Премьера состоялась на канале Showtime 26 марта 2017 года.

## Сюжет
Отследив местонахождение прихвостня Дара (С. Дж. Уилсон) с помощью телефонного звонка, Куинн (Руперт Френд) оказывается в знакомой ему окрестности. GPS отводит его в закусочную, где он натыкается на официантку (Эрин Дарк), которая узнаёт его и называет его «Джонни». Куинн затем идёт в соседний дом с размещённым снаружи американским флагом. Зная, где спрятан ключ, ему удаётся зайти в дом. Оказавшись внутри, он кое-что вспоминает: встречу, произошедшую в этом доме, на которой он был вместе со своими приятелями-солдатами, тайными оперативниками, где Макклендон (Роберт Неппер) отдавал им приказы. В настоящее время, группа людей прибывает в дом, что заставляет Куинна убежать через гараж, где он видит фургон Medina Medley.
У Дара Адала (Ф. Мюррей Абрахам) происходит боевая встреча с избранным президентом Кин (Элизабет Марвел): Дар делает завуалированные угрозы после того, как Кин обвиняет его в том, что он снабжал её плохой разведкой и давал прессе ложную информацию. Дар указывает Бретту О'Кифу (Джейк Уэбер) выпустить видео последней минуты жизни Эндрю Кина, которое было изменено так, чтобы он выглядел трусом. При поддержке аккаунтов средств массовой информации О'Кифа, видео быстро расходится по интернету. Макс (Мори Стерлинг) видит, как Дар говорит с О'Кифом, и отправляет видео Кэрри, хотя сотрудник стучит на него за использование телефона в запрещённой зоне.
Сол (Мэнди Патинкин) готовится покинуть страну и уйти в подполье, ожидая показания Кэрри, в которых он будет замешан. Однако последний разговор с его бывшей женой, Мирой (Сарита Чоудхури), заставляет его передумать. Сол идёт в квартиру Кэрри; он заходит туда, когда Кэрри не открывает дверь. Он замечает новую переписку с Максом на компьютере Кэрри и смотрит видео, где Дар совещается с О'Кифом.
Кэрри (Клэр Дэйнс) высаживают, чтобы она дала свои показания. Её водитель делает подозрительный комментарий по поводу подтверждения её встречи с органами опеки, чтобы навестить Фрэнни. Кэрри звонит и узнаёт, что встреча была отменена, так как у Фрэнни начался жар. Она даёт присягу, но неожиданно прерывает дачу показаний и уходит. Роб (Хилл Харпер) требует объяснений, на что Кэрри отвечает: «Мой ребёнок болен. Мне до сих пор не дают с ней увидеться.» Кин навещает Кэрри. Хотя ей и не удаётся заставить Кэрри передумать, Кин удаётся предположить, что Дар Адал шантажирует Кэрри. Вскоре после отмены показаний, детские службы сообщают Кэрри, что произошла ошибка, и ей разрешено увидеться с Фрэнни как было запланировано. По возвращении домой, к Кэрри приближается Кларис (Микки О'Хаган), которая приводит её к Куинну. Куинн показывает Кэрри, что он обеспечил точку зрения по соседству с «домом с флагом», где снайперская винтовка направлена на мужчин внутри.

## Производство
Режиссёром эпизода стал исполнительный продюсер Майкл Клик, а сценарий написал шоураннер Алекс Ганса.

## Реакция

### Реакция критиков
Эпизод получил рейтинг 100%, со средним рейтингом 8.12 из 10, на сайте Rotten Tomatoes, чей консенсус гласит: «„Дом с флагом“ толкает главных героев „Родины“ к поворотным точкам в их соответствующих дугах, помещая героев шоу для неизбежной развязки в финальном акте.»
Итан Реннер из «The Baltimore Sun» очень положительно оценил эпизод, заявив: «Это был последний из серии отличных эпизодов „Родины“, и один из лучших выходом шоу со времён невероятного первого сезона.» Аарон Риччио из «Slant Magazine» описал сцену с Кин, реагирующей на видео её сына, как «один из безвкусных, эмоциональных моментов на сегодняшний день.» Брайан Таллерико из «New York Magazine» оценил эпизод на 4 звезды из 5. Таллерико написал: «В лучшем случае, шоу очеловечивает тех, у кого есть власть, и это то, что происходит с сюжетными дугами Кэрри и Кин в „Доме с флагом“», а также написал о выступлении Элизабет Марвел: «Марвел красиво преподносит как глубокие эмоции, так и праведную ярость этого предательства памяти и храбрости Эндрю.»

### Рейтинги
Во время оригинального показа, эпизод привлёк внимание 1.43 миллиона зрителей.